# Università di Algeri
L'Università d'Algeri Benyoucef Benkhedda (arabo : جــامــــــعة الجـــــــزائر بن يوسف بن خـدة) è una università algerina situata nella capitale Algeri. Fondata nel 1909, oggi, riunisce sette facoltà.

## Storia
L'università di Algeri, la prima università algerina, fu fondata dalla legge del 30 dicembre 1909.
La creazione di tale università è il risultato di diverse tappe marcate dalla legge del 1879 che creò quattro scuole specialistiche: Medicina, Farmacia, Scienze, Lettere e Diritto.
Il 6 giugno 1962, l'Organisation armée secrète (OAS) appiccò il fuoco al palazzo della biblioteca universitaria, distruggendo la quasi totalità del palazzo e circa 300 000 opere vennero bruciate dalle fiamme. Fu ricostruita dopo 4 anni di lavoro e apri di nuovo le sue porte il 12 aprile 1986. Fino ad oggi, non è stato possibile ricostruire i fondi distrutti.
Dopo l'indipendenza dell'Algeria, l'università si è molto sviluppata soprattutto a seguito della riforma universitaria del 1971 intrapresa dal governo algerino.

## Organizzazione

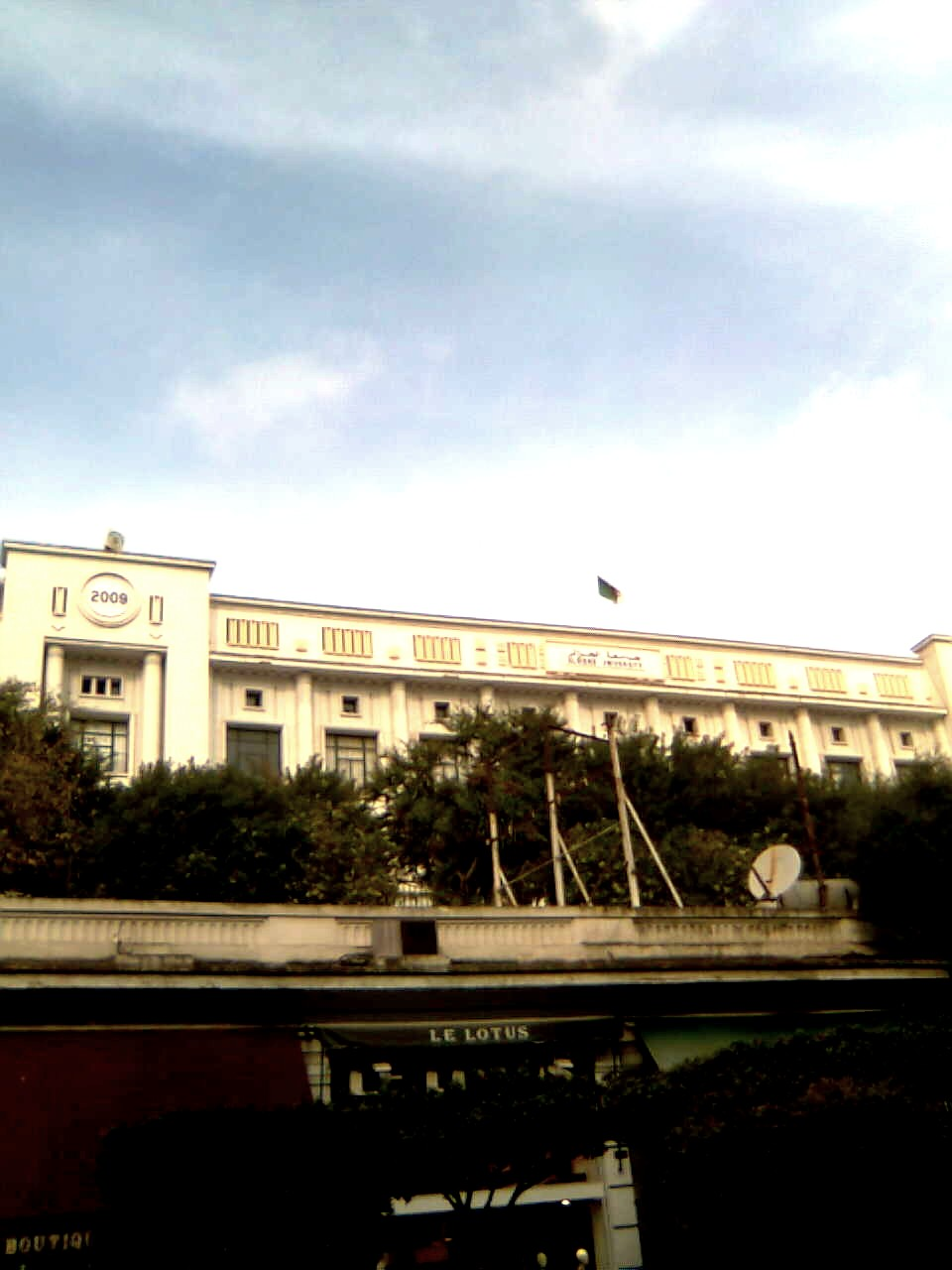
L'Université d'Alger

L'università di Algeri è suddivisa in sette facoltà:
- Facoltà di diritto ( Ben Aknoun e presto Said Hamdine)
- Facoltà di scienze economiche e di gestione ( Dely Brahim)
- Facoltà di Medicina raggruppa 3 dipartimenti: medicina, farmacia, e odontoiatria
- Facoltà delle scienze sociali ed umane
- Facoltà di scienze politiche e della comunicazione
- Facoltà di lettere e lingue
- Facoltà delle scienze islamiche

Alcune facoltà si sono sviluppate e hanno dato nascita ad alcune università, come è il caso dell'università d'Algeri 2 (ex Facoltà di lettere e scienze umane di Bouzareah) che raggruppa: Facoltà di lettere e di lingue oltre alla facoltà di scienze sociali e umane, ma anche università d'Algeri 3 (ex facoltà di scienze politiche e della comunicazione, ITFC).